# Josephine von Wertheimstein
Josephine von Wertheimstein, née Gomperz le 19 novembre 1820 à Brünn et morte le 16 juillet 1894  à Vienne, est une salonnière autrichienne.

## Biographie

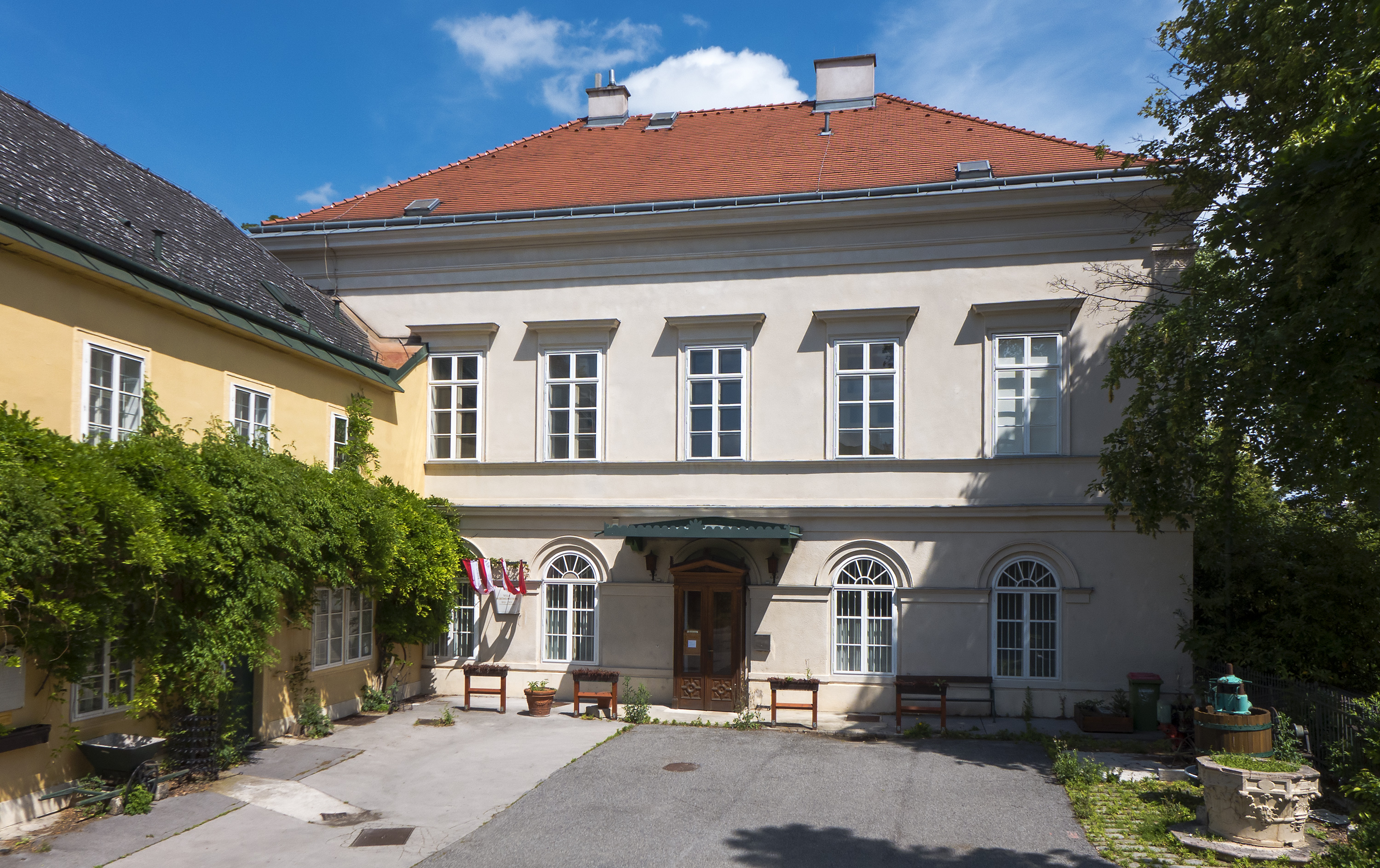
La villa Wertheimstein à Döbling

Sa mère Henriette (1792—1881) est la fille de Lazar Auspitz (1772—1853), un riche commerçant en laine à Brno qui y fondera une draperie en 1839 ; son père Philipp Gomperz (1782—1857) est également un commerçant à Brno. Elle est l'aînée de huit frères et sœurs, dont les industriels Max (1822—1913) et Julius von Gomperz (1823—1909) et le savant Theodor Gomperz (1832—1912). Sa sœur Sophie (1825—1895) se mariera avec le banquier Eduard von Todesco (de) et gérera aussi un salon. L'autre sœur, Minna Gomperz (1827—1886), reste célibataire. Deux frères Karl et Rudolf meurent en 1851 à cause du choléra. En plus, il y a deux frères qui meurent très tôt.
Josephine Gomperz reçoit une bonne éducation. En 1843, elle épouse Leopold von Wertheimstein (1801—1883), banquier au service de Salomon Rothschild. Ils ont deux enfants, Franziska (1844—1907) et Carl (1847—1866). Peu de temps après le mariage, elle établit un salon, d'abord à Vienne Singerstraße 7. D'octobre 1856 à mai 1858, elle fait un voyage à Brighton puis à Paris, où elle rencontre Ivan Tourgueniev, Prosper Mérimée et René Taillander. La mort soudaine de son fils Carl, un sculpteur prometteur, en 1866, la jette dans une dépression qui durera quatre ans. En 1870, les Wertheimstein achètent la villa de l'industriel et collectionneur d'art Rudolf von Arthaber à Döbling. Dans la même année, elle rencontre l'écrivain Ferdinand von Saar qui devient un habitué du salon et un ami de la famille.
À l'occasion de sa mort, en 1894, Hugo von Hofmannsthal écrit les Terzinen über Vergänglichkeit (« Tercets sur la fragilité »).

## Le salon
Le salon de Josephine von Wertheimstein, qui poursuit la tradition des salons littéraires de Rahel Varnhagen et Henriette Herz à Berlin et Fanny von Arnstein et sa fille Henriette von Pereira-Arnstein (de) à Vienne, est un lieu de rencontre important pour la haute bourgeoisie viennoise libérale, en particulier, celle des Juifs. Les familles Gomperz, Wertheimstein, Auspitz et Lieben forment le nucléus des habitués; parmi les visiteurs se trouvent:
- des écrivains : Eduard von Bauernfeld, Ferdinand von Saar, Moritz Hartmann, Richard Voss, Adolf Wilbrandt, Hugo von Hofmannsthal. Franz Grillparzer est attaché à Josephine von Wertheimstein, mais il ne fréquente pas le salon.
- des peintres : Moritz von Schwind, Franz von Lenbach, Hans Makart
- des hommes politiques : Joseph Unger, Julius Alexander Schindler, Ignaz et Ernst von Plener
- des musiciens : Josef Dessauer, Anton Rubinstein, Ferruccio Busoni, Caroline Gomperz-Bettelheim.
- autres : L'avocat Josef Weissel, le haut fonctionnaire Carl von Lewinsky, le fonctionnaire Alexander Baumann, le juriste Adolf Exner, les médecins Moritz Fürstenberg et Josef Breuer, le psychiatre Theodor Meynert, le chirurgien Franz Schuh, le philologue Eduard Wessel, le philosophe Franz Brentano, l'architecte Julius Boskowitz, l'actrice Auguste Baudius.